# Třemešek (zámek)
Třemešek (německy Johrnsdorf, Jornsdorf) je zámek v Králci, části obce Dolní Studénky v okrese Šumperk. Název zámku je odvozen od vesnice Třemešek, která na tomto místě stávala ve středověku; zanikla nejspíše za česko-uherských válek ve druhé polovině 15. století. Zámek je renesanční stavbou z konce 16. století, kdy patřil rodině Bukůvků z Bukůvky. Z této doby pochází umělecky hodnotný a dodnes dochovaný vstupní portál s datací dokončení stavby v roce 1587. Později se v jeho vlastnictví vystřídalo několik majitelů, přes sto let patřil Žerotínům. Současná podoba zámku je výsledkem radikální přestavby v polovině 19. století. Zámek je od roku 1958 evidován jako kulturní památka.

## Historie

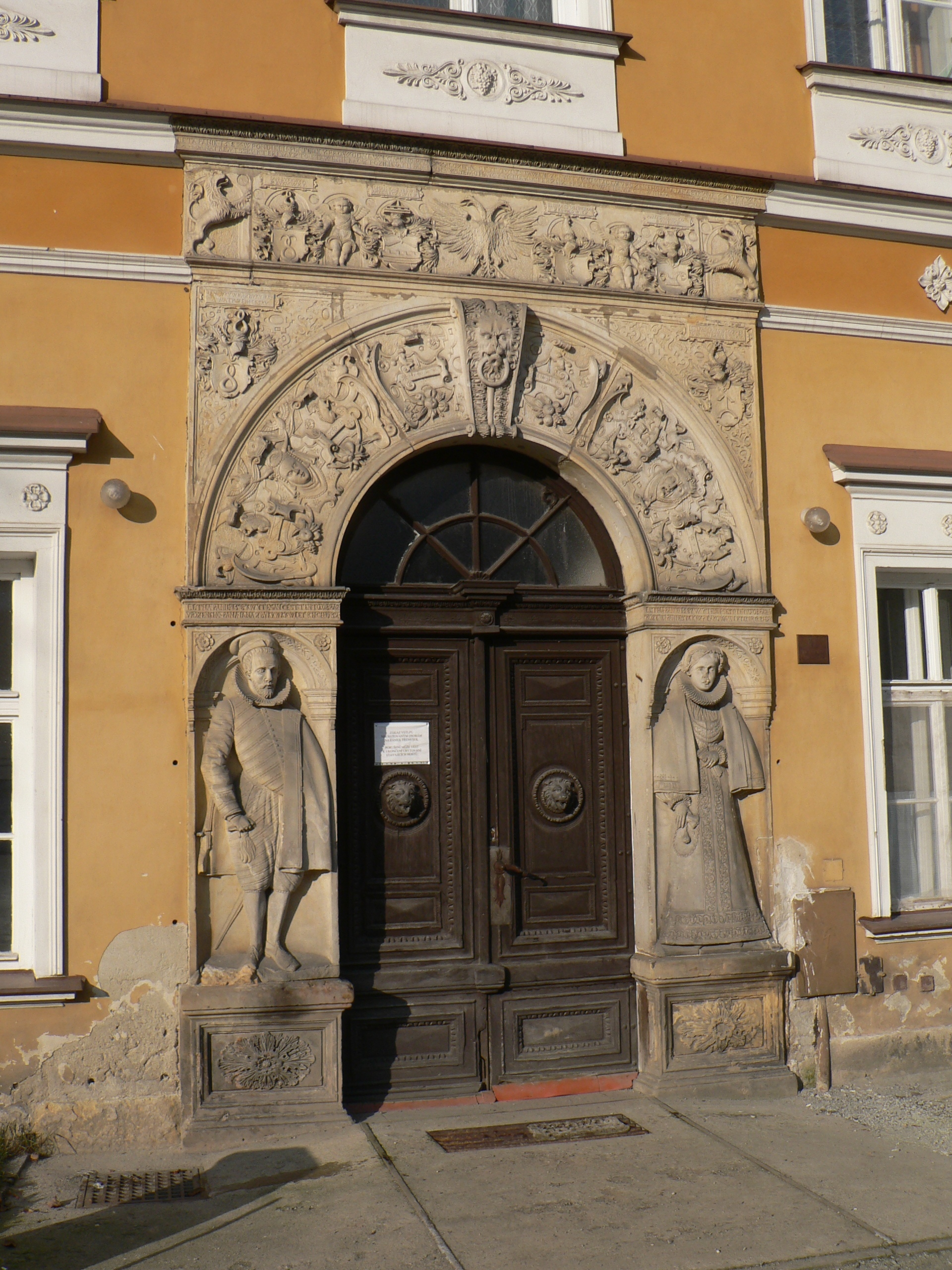
Renesanční portál zámku s portréty Bukůvků z Bukůvky

Existence středověké tvrze v Třemešku se předpokládá, i když je doložena jen nepřímými zmínkami. Třemešek se poprvé připomíná v roce 1346 v majetku pánů z Lipé, později se stal samostatným statkem. V roce 1446 se stal Třemešek součástí zábřežského panství Tunklů z Brníčka, centrem menšího panství s několika vesnicemi byl za Žerotínů, kteří jej získali v roce 1527. V roce 1559 koupil Třemešek Petr Bukůvka z Bukůvky a jeho potomstvu patřil statek sto let. Při rozdělování pozůstalosti Petra Bukůvky převzal Třemešek Jan Bukůvka (1555–1617), který byl vzdělaným renesančním šlechticem a sňatkem s Ester Syrakovskou z Pěrkova pronikl mezi společenskou elitu Moravského markrabství. 

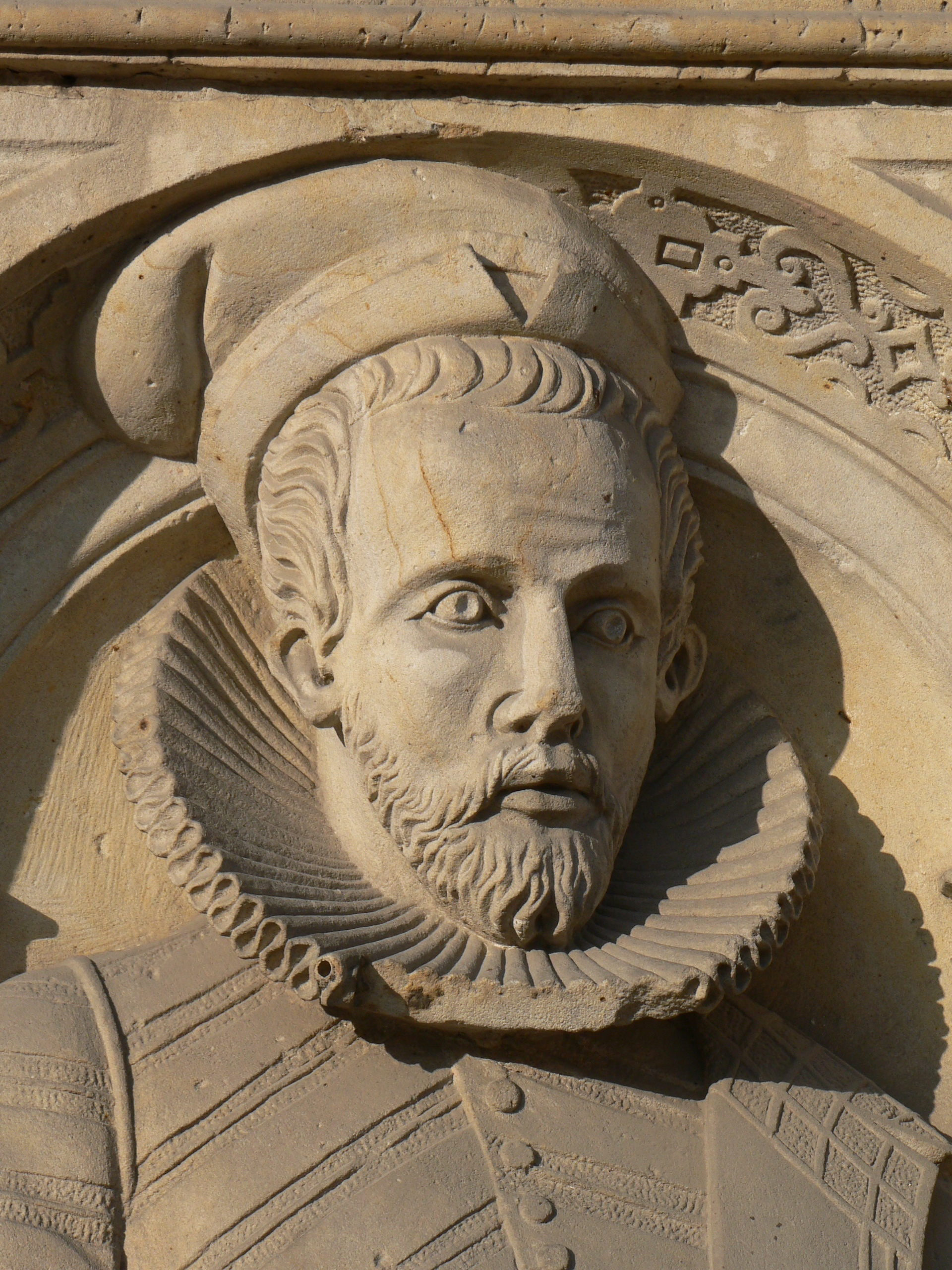
Detail basreliéfu Jana Bukůvky na vstupním portálu

Jan Bukůvka nechal v 80. letech 16. století postavit v Třemešku renesanční zámek. Podle pozdějších vyobrazení se jednalo o jednopatrovou budovu obdélníkového půdorysu s vysokou sedlovou střechou a dřevěnou věží. Není vyloučeno, že při stavbě bylo použito zdivo starší tvrze, případně obytné budovy hospodářského dvora. Datum dokončení zámku je doloženo letopočtem 1587 umístěném na vstupním portál. Renesanční vstupní portál  s figurální ornamentikou a basreliéfy manželů Bukůvkových patří k mimořádným památkám tohoto typu v rámci Moravy. I přes četné pozdější úpravy zámku se dochoval dodnes a již od 19. století se o něj zajímali památkáři. Diskuse k problematice autorství portálu je stále otevřená, v literatuře ale byla několikrát zmíněna inspirace renesanční výzdobou zámku v Brzegu lehnického knížete Jiřího II. Břežského a s ní spojeného jména sochaře Andreje Walthera. Synové Jana Bukůvky se zúčastnili stavovského povstání, ale přes určité majetkové ztráty v pobělohorských konfiskacích se jim podařilo Třemešek udržet. Po Bernardu Bukůvkovi (†1631) spravovala statek jeho manželka, v roce 1643 jej při příležitosti sňatku obdržela dcera Anna Kateřina (1624-1685) provdaná za hraběte Maxmiliána Valentina z Martinic. Martinic se v té době majetkově i politicky angažoval na Moravě, ale nakonec v roce 1652 přesídlil do Čech, což vedlo k rozhodnutí Třemešek prodat. 

## Zámek v 17.–19. století

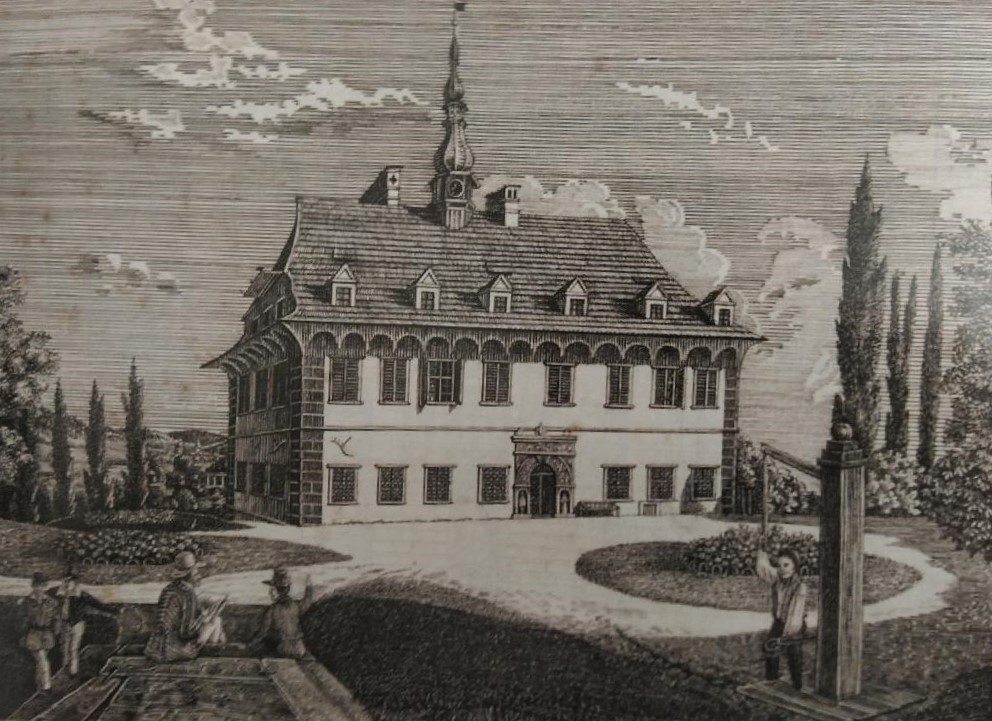
Zámek Třemešek před přestavbou v 19. století (1841, perokresba, J. E. Kastner)

V dubnu 1653 koupil třemešské panství moravský zemský hejtman hrabě Jan z Rottalu za 18 000 zlatých. Ten měl své hlavní sídlo v Holešově a krátká držba Třemešku v jeho vlastnictví měla jen spekulační charakter, protože ještě téhož roku prodal panství za 21 500 zlatých. Novým majitelem se stal Přemyslav III. ze Žerotína (1629–1673) a Třemešek se tak na delší dobu ocitl opět v majetku Žerotínů. Přemyslav III. ze Žerotína vlastnil také další statky s hlavním sídlem ve Velkých Losinách. Po dobu úprav losinského zámku pobývala rodina v Třemešku. I když později zůstal zámek v Třemešku stranou zájmu Žerotínů, z inventáře z roku 1673 s podrobným popisem vybavení vyplývá, že stále mohl sloužit jako panské sídlo. Další ze Žerotínů Jan Jáchym (1667–1716) vedl nákladný společenský život, střídal pobyty ve Vídni a Velkých Losinách, zatímco třemešské panství využíval jen jako zdroj příjmů. Jeho syn Jan Ludvík (1691–1761) naopak vedl správu majetku osobně a dosáhl výrazného zlepšení hospodářské bilance. Nechal opravit zchátralý zámek v Třemešku a upravil zámeckou kapli zasvěcenou sv. Janu Nepomuckému. Měl tři syny, kteří si dědictví rozdělili, nejmladší Josef Karel (1724–1808) převzal Třemešek a Bludov. V Třemešku často pobýval a na zámku nechal zřídit observatoř, nakonec ale panství prodal v roce 1771. V tomto roce koupila panství Třemešek sestra Josefa Karla Žerotína, Antonie Oktavie (1726–1805), provdaná Stillfriedová. Její manžel Emanuel (1725–1794) a syn Rüdiger (1764–1833) v Třemešku trvali žili a věnovali se zvelebování hospodářství. 

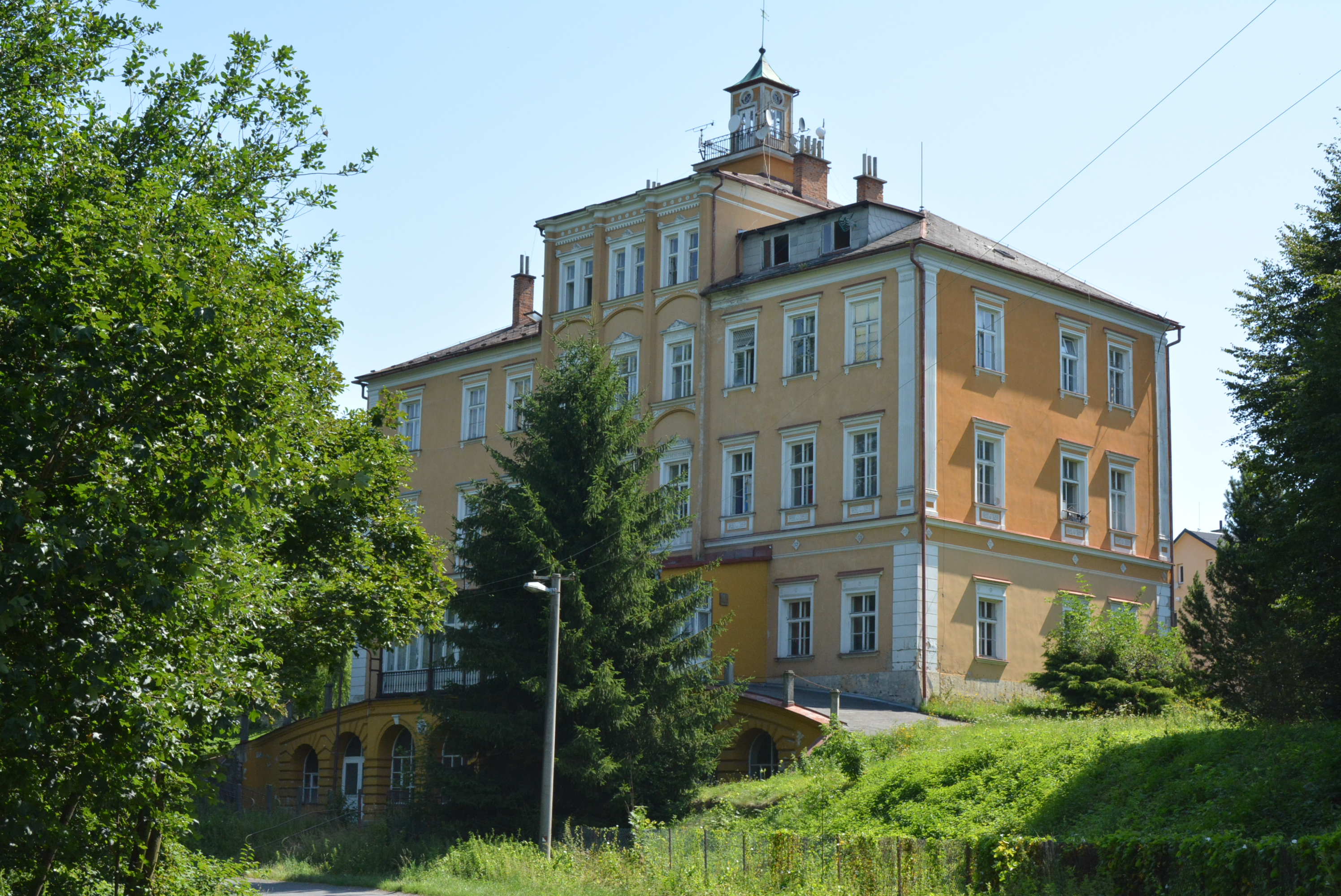
Zámek Třemešek (2017)

V roce 1814 došlo k další změně majitele. Za 333 000 zlatých koupil Třemešek od Rüdigera Stillfrieda František Tersch (1765–1819). Terschové patřili k úspěšným podnikatelským rodinám na Šumpersku, František Tersch byl nakonec povýšen do šlechtického stavu a ještě před získáním Třemešku koupil v roce 1802 také Chudobín. Dědicem Třemešku se stal mladší syn František Tersch (1801–1863). Za Terschů došlo k budování nového hospodářského zázemí, v budově Bellaria naproti zámku byla obnovena kaple sv. Jana Nepomuckého. Byl také založen anglický park na místě Mlýnského rybníka vysušeného již v době Stillfriedů. František Tersch delší dobu uvažoval o přestavbě třemešského zámku, první projekt předložil olomoucký arcibiskupský architekt Anton Arche. Jeho návrh nebyl realizován a současná podoba zámku vznikla nakonec podle projektu šumperského stavitele Josefa Bayera. V úpravě hlavního průčelí použil Bayer stejné prvky aplikované o několik let dříve při stavbě šumperského hotelu Schneider (později hotel Slovan na Hlavní třídě v Šumperku). Přestavba zámku začala v roce 1857 a brzy přesáhla Terschovy finanční možnosti, který krátce poté musel začít prodávat nemovitosti a pozemky v Šumperku. 

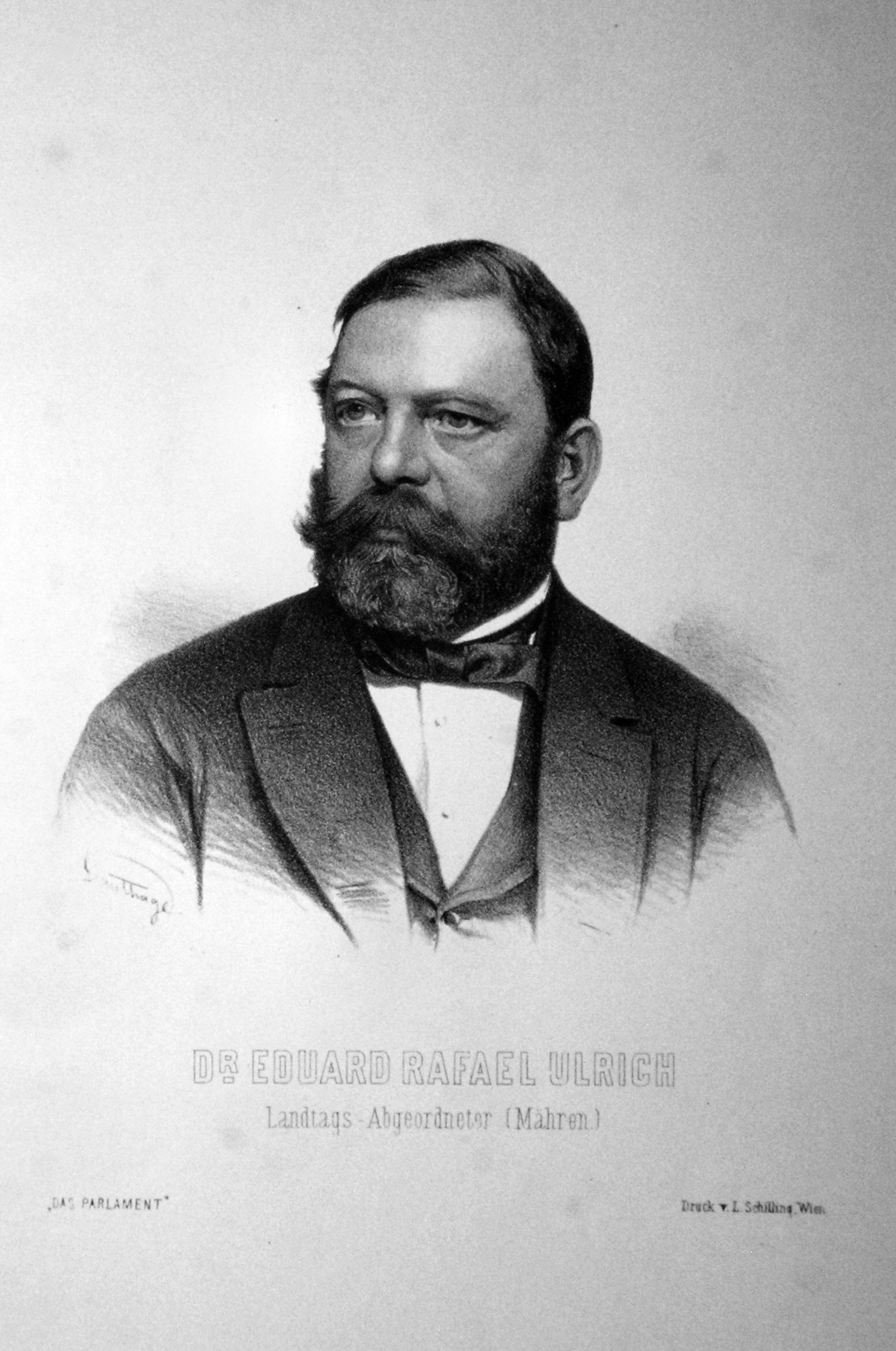
Eduard Ulrich (1813–1881), brněnský advokát a moravský zemský poslanec, majitel Třemešku 1861–1881

Kvůli vysokým nákladům na přestavbu zámku musel nakonec Tersch celý velkostatek prodat. Za 320 000 zlatých jej koupil bohatý právník a poslanec moravského zemského sněmu Eduard Ulrich (1813–1881), jehož manželka Marie (1826–1904) pocházela z významné podnikatelské rodiny Kleinů. Teprve za manželů Ulrichových byla dokončena přestavba zámku, vzhledem k Eduardovým veřejným aktivitám ale žili převážně v Brně. Eduard Ulrich nicméně vylepšil hospodářské poměry třemešského velkostatku a nechal zřídit daňčí oboru. Novou dominantou zámeckého areálu se stala budova pivovaru postavená v letech 1871–1872, opět podle projektu Josefa Bayera. Od roku 1881 byl majitelem velkostatku Eduard Ulrich mladší (1855–1904), který se psal jako Ulrich von Jornsdorf. Byl též advokátem a poslancem moravského zemského sněmu. Zámek Třemešek byl tehdy centrem společenského života, mimo jiné zde jako domáci učitel působil mladý Karl Renner, později rakouský prezident. Eduard Ulrich mladší spáchal v roce 1904 sebevraždu a Třemešek zdědily jeho tři sestry Marie, Františka a Leopoldina, které jej v roce 1906 prodaly. K velkostatku v té době patřilo 601 hektarů půdy.

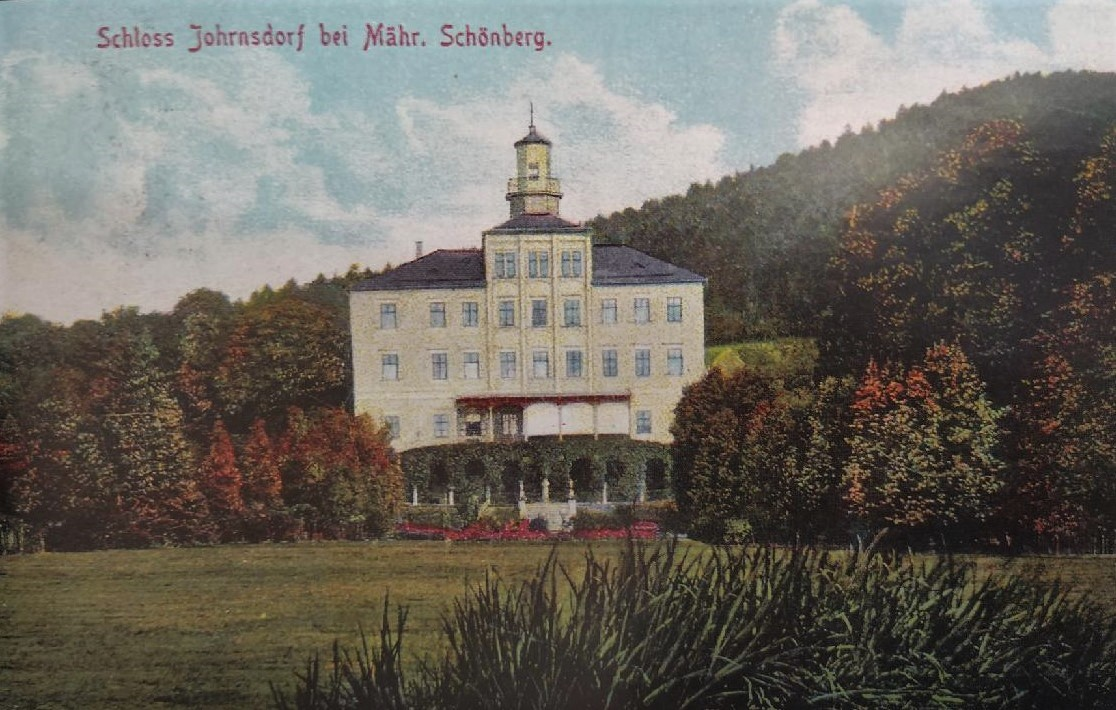
Pohlednice zámku z roku 1900

Novým majitelem se v roce 1906 stal JUDr. Richard Mauthner (*1880), který severně od zámku založil nové rybníky. Na Šumpersku nebyl Mauthner příliš oblíbený, byl vnímán jako iniciátor germanizace, vedl soudní spory s okolními obcemi a nakonec nechal uzavřít zámecký park, který byl do té doby populárním výletním místem. Třemešek postihla pozemková reforma, ale zámek s hospodářským příslušenstvím zůstal Mauthnerovým majetkem. V roce 1933 zámek vyhořel, ale byl vzápětí opraven. Od Richarda Mauthnera koupila velkostatek v roce 1938 společnost Milady za čtyři milióny korun. Firma Milady, s.r.o., byla založena v Brně a nepřímo patřila do impéria Jana Antonína Bati. Baťa měl v Třemešku velké plány, které však skončily nedlouho poté záborem Sudet. Během druhé světové války byla společnost Milady pod vnucenou německou správou, po roce 1945 pak pod národní správou. Ještě po roce 1945 byla snaha oživit Baťovy předválečné plány na výstavbu továrny na punčochy, k tomu ale nedošlo. Velkostatek se zámkem přešel k 1. lednu 1950 pod Československé státní statky Šumperk. Zámek byl krátce poté upraven na internát a takto fungoval i po převodu do majetku Severomoravských dřevařských závodů (1962). Zámek zapsaný od roku 1958 na seznamu kulturních památek, změnil po roce 1989 několikrát majitele (Střední odborné učiliště Šumperk, Olomoucký kraj, obec Dolní Studénky). V letech 2018–2020 prošel zámek náročnou rekonstrukcí a slouží různým neziskovým organizacím. 